# Ен
Ен (коми Ен, коми-перм. Ен) — один из двух высших богов-демиургов в коми мифологии (коми-зырян, коми-пермяков и коми-язьвинцев).
Персонаж дуалистического космогонического мифа, имеющего древнейшие общефинно-угорские корни и имеющего параллели, в частности, в удмуртской, марийской и финской мифологии. Например, в карело-финских рунах ему соответствует солярное божество Ильмаринен, в удмуртских мифах — Инмар.
Ен выступает как брат и одновременно как антагонист Омэля. Ену приписывается всё позитивное в мироздании, тогда как Омэлю — все негативное, плохое, злое. После крещения коми слился с христианским Богом-Отцом.

## Космогонический миф

### Первый вариант мифа
Мать Ена и Омэля — утка. Они вылупились из двух яиц и упали в океан вместе с ещё четырьмя. Мать просит их достать яйца и разбить о её тело с целью сотворения земли. Сама же утка поднимается в воздух и бросается вниз, разбиваясь о воду. Её разросшееся тело становится основанием земли.
Ен из одного яйца творит землю и солнце. Из второго яйца делает себе помощников.
Омэль создает луну, болота, озера, а также злых духов из двух других яиц.

### Второй вариант мифа
Ен и Омэль плавали по Мировому Океану в образе птиц лебедя и гагары. Гагара, ныряя в воду, приносит со дна немного земли, из которой они вместе создают Землю.

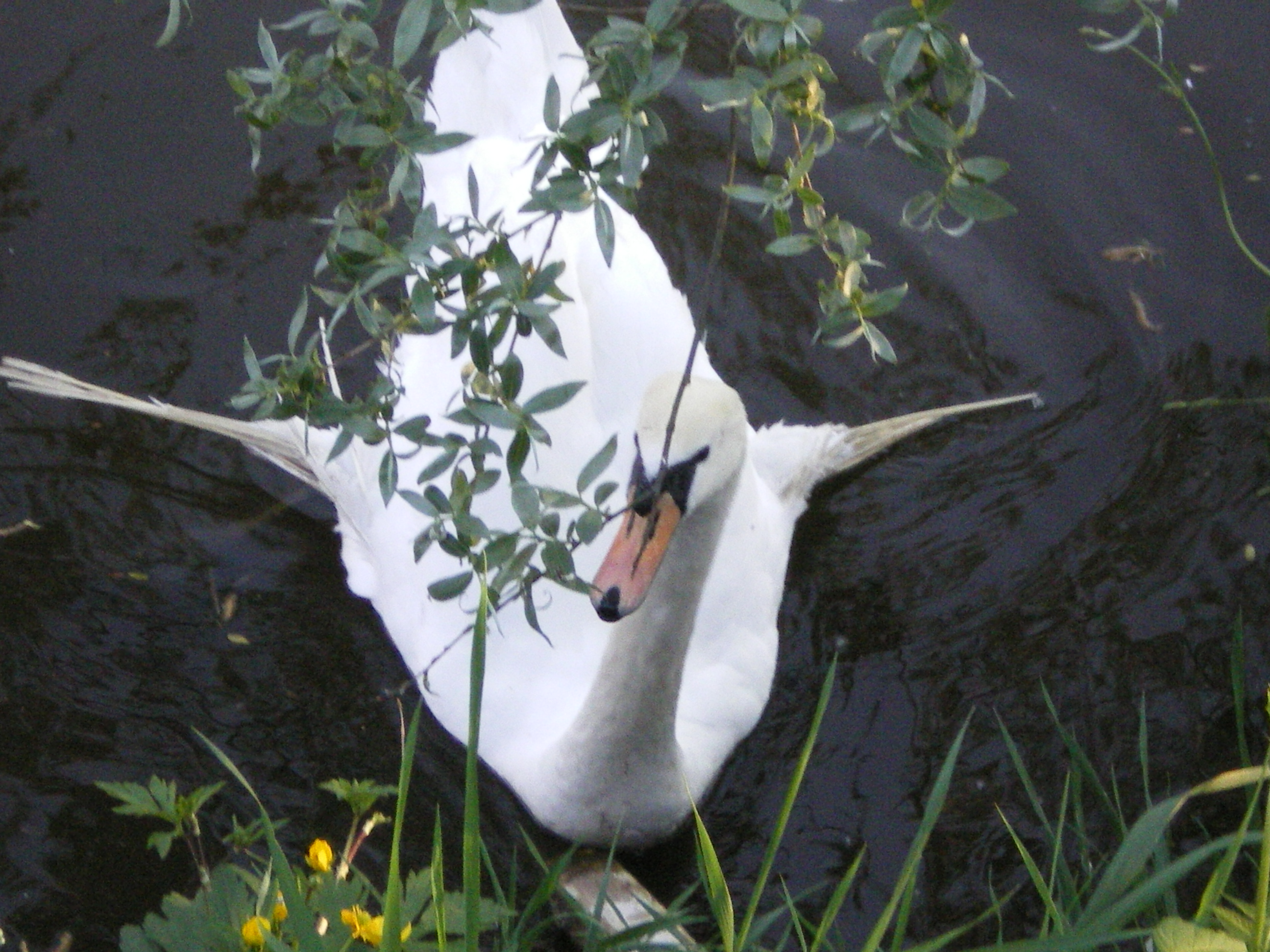
Лебедь — орнитоморфность Ена

### Третий вариант мифа
В этом мифе роль создания Земли принадлежит помощнику Ена голубю. Ему противостоит помощник Омэля ворон. Земля достается Ену, и поверженный Омэль просит лишь маленький клок земли, чтобы воткнуть туда кол. Из раны в земле он выпускает злых духов, гадов, вредных животных.
Ен творит небо, Омэль же его перекрывает вторым небом. Тогда Ен строит третье небо, Омэль не упускает случая насолить брату и строит четвёртое небо. И так до семи небес с победой Ена — так возникли цвета радуги.
По другому мифу, Омэль сотворил медное небо, чтобы отстранить Ена от творения. Ен в порыве гнева низвергает Омэля со злыми духами, гадами, змеями. Они рассеиваются по Земле, превращаясь в ворсу, вакуля и их свит.

### Четвёртый вариант мифа

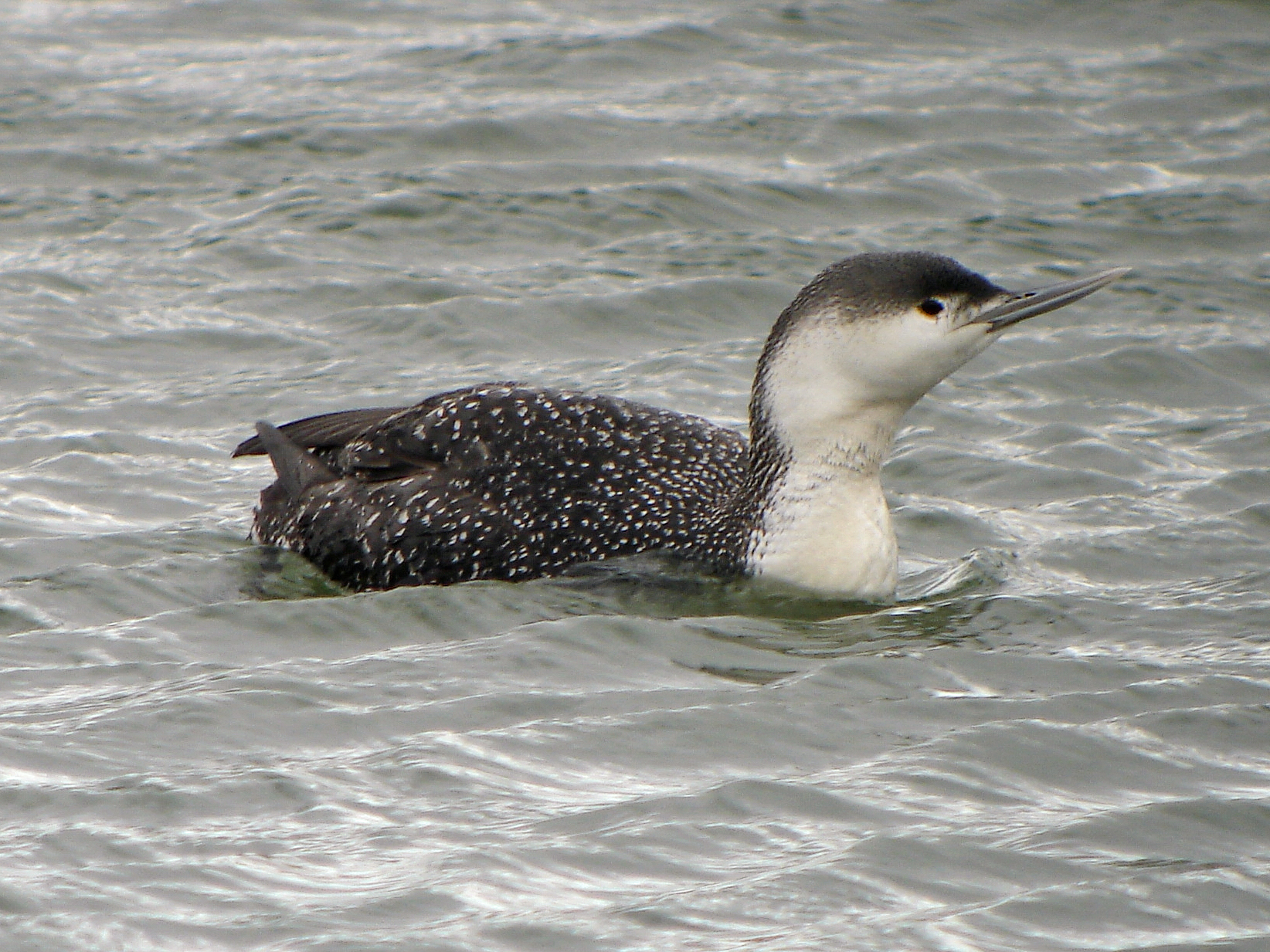
Гагара — орнитоморфность Омэля

В начале времен Ен один плавал на лодке по Мировому океану. Ему некуда было пристать, и со злости он плюнул в воду. Моментально появился его двойник — Омэль, которого Ен из опасения превратил в гагару и приказал нырять на дно океана за землёй, а сам тем временем заморозил поверхность океана. Но гагаре чудом удалось выбраться на землю и вынести всего три песчинки. Из них Ен сотворил Землю.

### Пятый вариант мифа

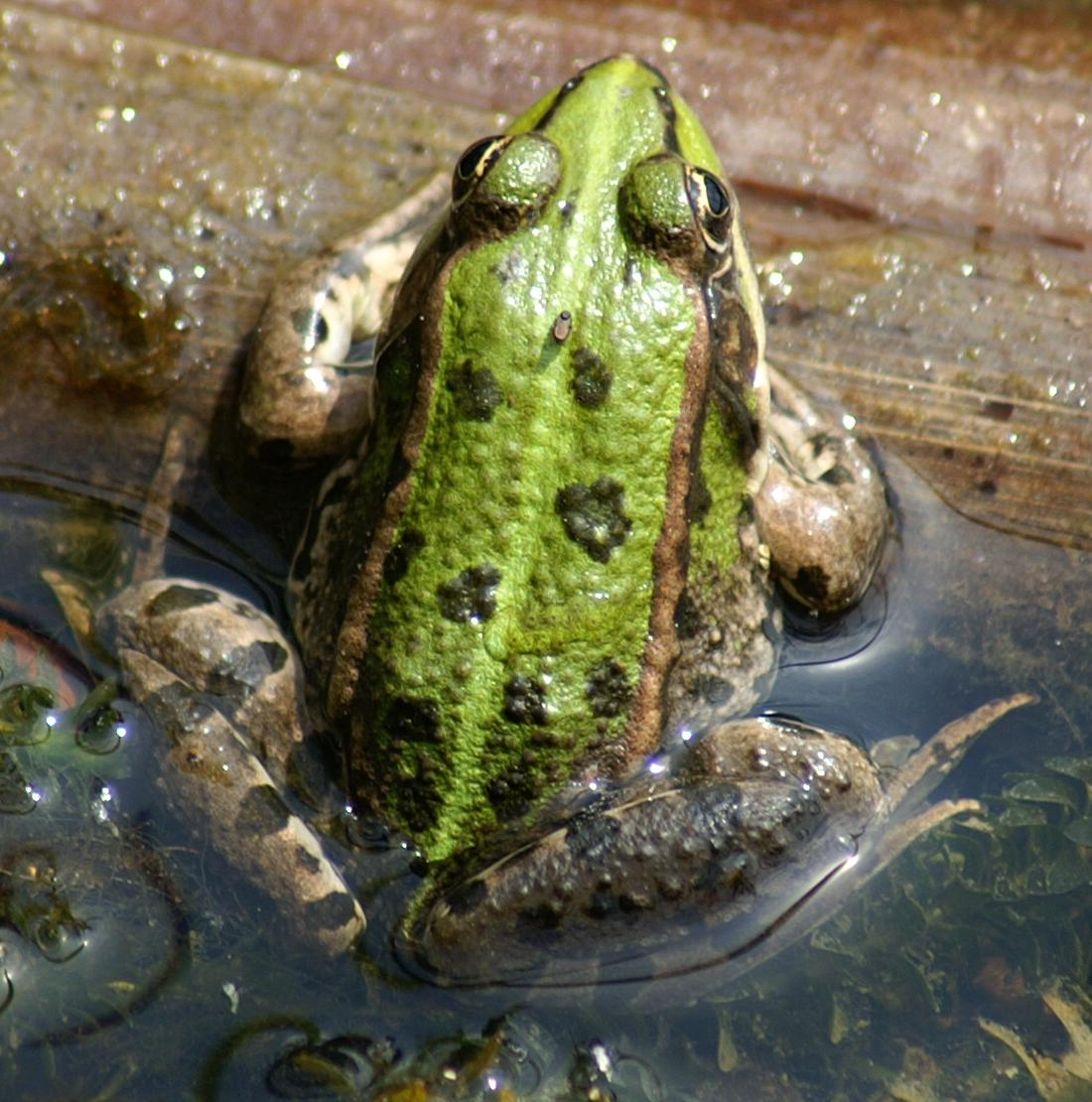
Лягушка — положительное животное в мифах народа коми

Ен и Омэль сидели в первозданном болоте в виде двух лягушек. Ен был слеп и глуп. Омэль, напротив, зряч и хитёр. Спасаясь от комаров, Омэль решил перебраться повыше на кочку, взяв с собой Ена. Но комары донимали их и там. Со злости Омэль толкнул Ена обратно вниз и упал сам. Они превратились в людей, и при падении Омэль выбил себе два зуба до крови, которые превратились в рожки. Из крови Омэля появилась женщина, которая стала его женой, а также животные.
Ену понравилась женщина и он решил её похитить, но потерпел неудачу. В порыве страдания он отгородился от брата и создал небо, где поселился вместе со своими верными голубями. Но их постоянно преследовала армия воронов Омэля. Однажды лишь один голубь смог прорваться к Ену, неся в клюве кусочек тины. Его догонял ворон, но его придушил Ен. Из тины возникла Земля, из воды, которая пролилась из горла ворона, возникли моря и океан.
Лягушка — положительное животное в мифологии народа коми. Лягушка не потеряла в процессе христианизации коми своего положительного характера. В мифе о Всемирном потопе она заткнула собою прохудившуюся щель в Ноевом ковчеге.

## Антропологический миф
С Еном и Омэлем народы коми также связывали миф о происхождении человека.
Творцом человека был Ен. Однако сотворён он был в роговой оболочке, подобно пластине ногтя. Но и тут Омэль задумал свести на нет творение брата. Он соблазнил стерегущую первого человека собаку куском мяса, а сам тем временем оплевал человека и покрыл нечистотами.
Ену пришлось вывернуть не чистого человека наизнанку, оставив роговыми только ногти. С тех пор народ коми говорит, что человек посещает отхожее заведение, чтобы вернуть долг Омэлю.
Собаке же было запрещено отныне жить в доме.
В схожем мифе о сотворении человека можно узнать о происхождении женских половых органов. Омэль плюнул на женщину, и именно от этого плевка они и произошли.

## Другие творения Ена
Кроме Земли, Ен создал камни, которые превращаются в горы. Также он сотворил солнце (Шонди). Это творение обуславливалось заботой о людях, которые сеяли на Земле хлеб, и он не прорастал от творения Омэля — луны (коми Тӧлысь) .
Ен сотворил и ветер. Омэль выпустил его на волю. Он стал ломать дома, корёжить деревья, разбрасывать стога. Люди взмолились к Ену, и он успокоил ветер. Однако Омэлю иногда удаётся освобождать ветер в виде вихря.
Противостояние Ена и Омэля продолжается и при сотворении животного царства. Ен создал белку, чтобы люди могли получать мех, а Омэль создал куницу, которая пожирала белок.
Ен создал собаку, чтобы она помогала человеку охотиться и смогла бы охранять его жилище. Также он создал петуха и курицу, тетерева, куропатку, рябчика, затем чтобы человек смог пропитать себя, охотясь за ними.
Иногда они творят вместе, так, например, была создана скрипка, появилось кузнечное ремесло.

## Влияние христианства
По мере распространения христианства образ Ена сливается с образом Бога-Отца, соответственно и мифология испытывает сильнейшее христианское влияние.
В поздних мифах о создании людей просматривается влияние христианства.
Ен лепит Адама из глины, а Омэль — Еву.
Ен наделяет людей душой дуновением в лицо. Он предостерегает их от греха, обязывает их жить и размножаться.
Ева по наущению Омэля убивает своих 12 дочерей. Ен проклинает её, превращает в Смерть и заточает под землю. Её 12 дочерей превращаются в болезни.